# 瓦西利·米济诺夫
瓦西利·维塔利耶维奇·米济诺夫（俄语：Василий Витальевич Мизинов，1997年12月29日—）生于车里雅宾斯克州马格尼托哥尔斯克，是一名俄罗斯男子田径运动员，主攻竞走。他最初主攻赛跑，17岁时在自己的家乡马格尼托哥尔斯克开始练习竞走，之后他在教练的邀请之下移居至车里雅宾斯克。后来，他进入乌拉尔国立体育大学就读。2019年，他以授权中立运动员的身份参加卡塔尔多哈进行的世界田径锦标赛，结果收获男子20公里竞走项目的亚军。